# Gevrolles
Gevrolles ist eine französische Gemeinde mit 167 Einwohnern (Stand 1. Januar 2022) im Département Côte-d’Or in der Region Bourgogne-Franche-Comté. Sie gehört zum Kanton Châtillon-sur-Seine und zum Arrondissement Montbard.
Die Gemeinde Gevrolles liegt an der Aube. Nachbargemeinden sind Lanty-sur-Aube im Norden, Latrecey-Ormoy-sur-Aube im Osten, Montigny-sur-Aube im Süden und Riel-les-Eaux im Westen.

## Bevölkerungsentwicklung

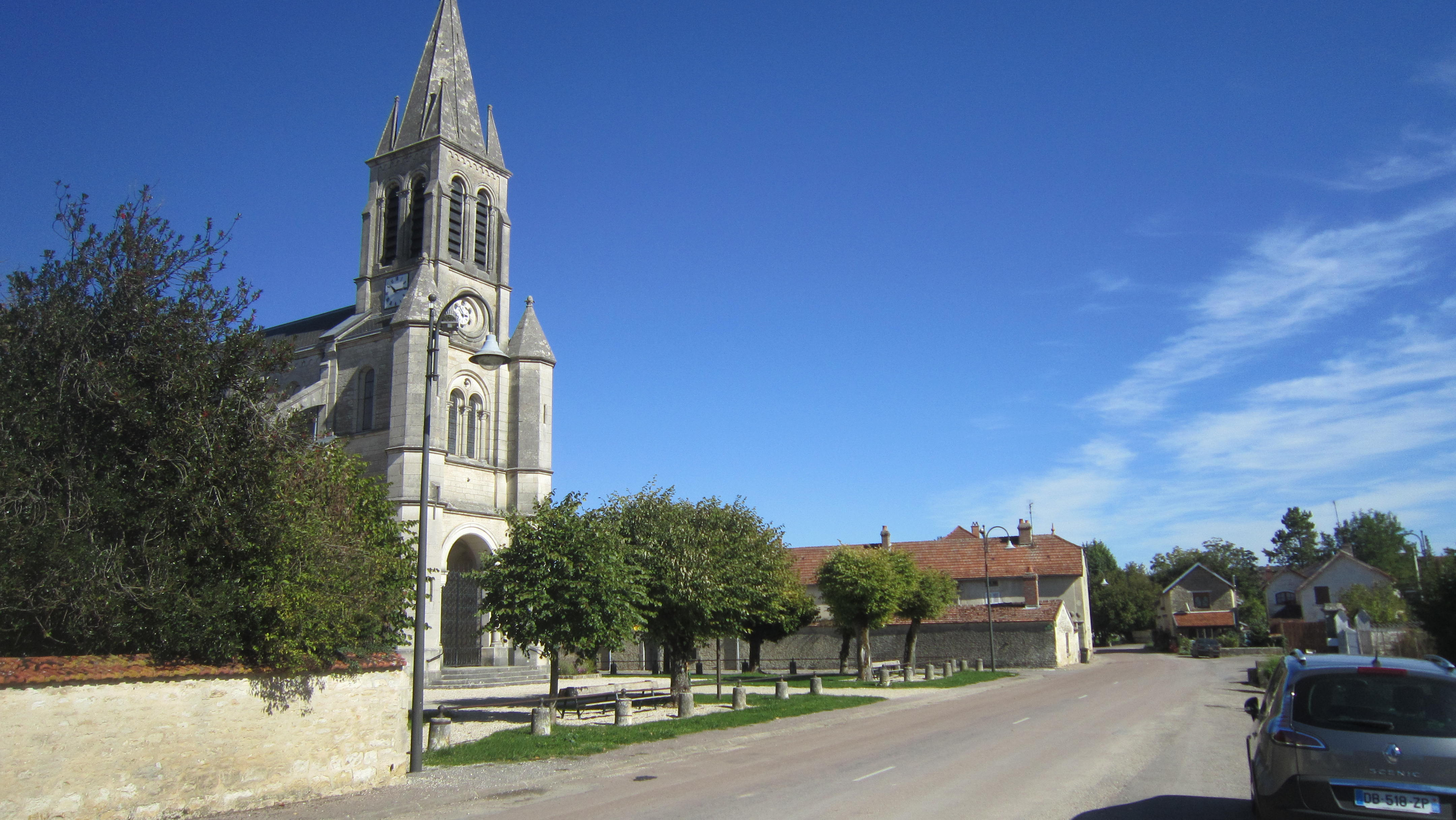
Kirche Saint-Pierre-ès-Luens

| Jahr                       | 1962 | 1968 | 1975 | 1982 | 1990 | 1999 | 2008 | 2018 |
| -------------------------- | ---- | ---- | ---- | ---- | ---- | ---- | ---- | ---- |
| Einwohner                  | 301  | 251  | 203  | 201  | 176  | 170  | 161  | 179  |
| Quellen: Cassini und INSEE |      |      |      |      |      |      |      |      |